# 일본의 원자력 사고 목록
다음은 일본에서 발생한 원자력 사고 목록이다.

## 도호쿠 지방 태평양 해역 지진 여파

도호쿠 지방 태평양 해역 지진 이후 원자력 발전소 사고가 일어난 곳을 표시한 지도.

다음은 도호쿠 지방 태평양 해역 지진의 영향으로 일어난 일본의 여러 원자력 발전소 사고이다.
- 후쿠시마 제1 원자력 발전소 사고
- 후쿠시마 제2 원자력 발전소 사고
- 오나가와 원자력 발전소 사고
- 히가시도리 원자력 발전소 사고
- 쓰루가 원자력 발전소 사고
- 도카이 원자력 발전소 사고
- 롯카쇼 핵재처리장 사고

## 같이 보기
- 일본의 원자력 발전